# Hoskins Sotutu

a Compétitions nationales et continentales officielles uniquement.

b Matchs officiels uniquement.
Dernière mise à jour le 3 septembre 2021.
Hoskins Sotutu, né le 12 juillet 1998 à Auckland (Nouvelle-Zélande), est un joueur de rugby à XV international néo-zélandais, évoluant principalement au poste de troisième ligne centre. Il joue avec la franchise des Blues en Super Rugby depuis 2019, et avec la province des Counties Manukau en NPC depuis 2021.

## Biographie
Hoskins Sotutu est né à Auckland en Nouvelle-Zélande d'un père fidjien et d'une mère anglaise. Son père, Waisake Sotutu (en), est un ancien joueur de rugby à XV international fidjien évoluant au poste de centre ou d'ailier,. Il a disputé la coupe du monde 1999 avec son pays et a joué au niveau professionnel en Nouvelle-Zélande avec Auckland et les Blues.

## Carrière
Hoskins Sotutu est scolarisé au Sacred Heart College d'Auckland, où il joue avec l'équipe de l'établissement. Il débute au poste d'ailier, comme son père avant lui, avant d'être déplacé vers les avants à l'âge de 16 an en raison de son gabarit imposant. Il joue en parallèle avec le club du Marist RFC dans le championnat amateur de la région d'Auckland, et avec les équipes jeunes de la province.
Il joue également avec la sélection scolaire néo-zélandaise (en) en 2016.
A l'âge de 19 ans, il est appelé par la province d'Auckland en NPC, afin de jouer le dernier match de la saison 2017 contre Canterbury en tant que remplaçant. Il n'entre cependant pas en jeu.
Il est sélectionné pour évoluer avec l'équipe de Nouvelle-Zélande des moins de 20 ans pour participer au Championnat du monde junior 2018 en France. Son équipe termine à la quatrième place de la compétition.
Il commence réellement sa carrière professionnelle en 2018, toujours avec la province d'Auckland, disputant dix rencontres (dont deux titularisations). Dès cette première saison, il remporte le championnat après une finale remportée au bout des prolongations contre Canterbury, qu'il joue comme remplaçant.
Après une saison avec Auckland, il est recruté par la franchise des Blues en Super Rugby pour un contrat de deux saisons. Il fait ses débuts en Super Rugby en tant que remplaçant le 25 mai 2019 contre les Crusaders. Il s'agit de l'unique match qu'il dispute lors de la saison 2019.
La saison suivante, ses bonnes performances font qu'il s'impose comme le titulaire au poste de troisième ligne centre, délogeant ainsi Akira Ioane qui était indiscutable depuis plusieurs saisons,. Grâce à ses qualités mêlant puissance physique, vitesse et une qualité technique héritée de sa formation de trois-quart, font qu'il est considéré comme un grand espoir au niveau national et le potentiel successeur de Kieran Read en sélection,.
En septembre 2020, il est sélectionné pour la première fois avec les All Blacks par Ian Foster, afin de participer à la série de test-matchs contre l'Australie. Il connait sa première cape le 11 octobre 2020, à l’occasion d’un match contre l'équipe d'Australie à Wellington.
Lors de la saison 2021 de Super Rugby, il est titulaire indiscutable en troisième ligne centre lors du Super Rugby Aotearoa, avant de perdre un peu sa place au profit d'Akira Ioane au début du Super Rugby Trans-Tasman. Il redevient cependant le titulaire du poste lors de la fin de saison, et débute notamment la finale de la compétition, que son équipe remporte face aux Highlanders,.
Toujours en 2021, il change de province de NPC pour rejoindre les Counties Manukau.

## Palmarès

### En franchise et province
- Vainqueur du NPC en 2018 avec Auckland.
- Vainqueur du Super Rugby Trans-Tasman en 2021 avec les Blues.
- Vainqueur du Super Rugby en 2024 avec les Blues.

### En équipe nationale
- Vainqueur du Rugby Championhsip en 2020, 2021 et 2022.

### Distinctions personnelles
- Meilleur marqueur d'essais du Super Rugby en 2024 (12 essais).
- Élu Meilleur joueur du Super Rugby en 2024.

## Statistiques
Au 30 septembre 2024, Hoskins Sotutu compte 14 cape en équipe de Nouvelle-Zélande, dont six en tant que titulaire, depuis le 11 octobre 2020 contre l'équipe d'Australie à Wellington.
Il participe à trois éditions du Rugby Championship, en 2020, 2021 et 2022. Il dispute sept rencontres dans cette compétition,.